# Мера (Ардеш)
Мера́ (фр. Meyras, окс. Mairàs) — коммуна во Франции, находится в регионе Рона — Альпы. Департамент коммуны — Ардеш. Входит в состав кантона Тюэй. Округ коммуны — Ларжантьер.
Код INSEE коммуны — 07156.

## География
Коммуна расположена приблизительно в 490 км к югу от Парижа, в 130 км южнее Лиона, в 27 км к западу от Прива.
По территории коммуны протекают реки Ардеш, Фонтольер и Линьон.

## Население
Население коммуны на 2008 год составляло 832 человека.
| 1962 | 1968 | 1975 | 1982 | 1990 | 1999 | 2008 |
| ---- | ---- | ---- | ---- | ---- | ---- | ---- |
| 683  | 798  | 764  | 713  | 729  | 775  | 832  |

## Экономика
В 2007 году среди 512 человек в трудоспособном возрасте (15—64 лет) 345 были экономически активными, 167 — неактивными (показатель активности — 67,4 %, в 1999 году было 68,2 %). Из 345 активных работали 302 человека (161 мужчина и 141 женщина), безработных было 43 (18 мужчин и 25 женщин). Среди 167 неактивных 35 человек были учениками или студентами, 65 — пенсионерами, 67 были неактивными по другим причинам.

## Достопримечательности
- Замок Вентадур[фр.] XI века. Исторический памятник с 1937 года[3]
- Замок Осегюр[фр.] XVI века с башнями и бойницами. Исторический памятник с 1937 года[4]
- Бани Мофет-де-Нерак